# Parahormius secundus
Parahormius secundus är en stekelart som först beskrevs av Henry Lorenz Viereck 1905.  Parahormius secundus ingår i släktet Parahormius och familjen bracksteklar. Inga underarter finns listade i Catalogue of Life.